# 小業分別経
『小業分別経』（しょうごうふんべつきょう、巴: Cūḷa-kammavibhaṅga-sutta, チューラ・カンマヴィバンガ・スッタ）とは、パーリ仏典経蔵中部に収録されている第135経。『鸚鵡経』（おうむきょう）とも。
類似の伝統漢訳経典としては、『中阿含経』（大正蔵26）の第170経「鸚鵡経」や、『兜調経』（大正蔵78）、『鸚鵡経』（大正蔵79）、『仏為首迦長者説業報差別経』（大正蔵80）、『分別善悪報応経』（大正蔵81）がある。
釈迦が、婆羅門の青年スバ（須婆）に、業に関する仏法を説く。

## 構成

### 登場人物
- 釈迦
- スバ（須婆） --- 青年の婆羅門。彼の名を関した『スバ経』等もある。

### 場面設定
ある時、釈迦は、サーヴァッティー（舎衛城）のアナータピンディカ園（祇園精舎）に滞在していた。
そこに婆羅門トーデッヤの息子である青年スバが訪れ、釈迦に、人間に長命と短命、肥痩、美醜、強弱、貧富、貴卑、賢愚といった区別・優劣が生じる原因を問う。
釈迦は業（行い）によってそれらが生じていく様を詳細に説いていく。
- 自分のもの（kammasakkā）- 死によって失われるものではなく、来世についてくる所有物[3]。
- 相続する（kammadāyādā）- 身・口・意の三業から引き継がれる[3]。
- 生まれる（kammayoni）- 生命を生み出すのは、自ら行った行為からで、すべて業より生まれる[3]。
- 切り離せない（kammabandhu）- 生命は業との繋がりを切ることはできない[3]。
- よりどころとする（kammapaṭisaraṇā）- 生命のよりどころである[3]。
- 優劣（hīnappaṇītatāyāti）をつける - 生命に優劣をつける要素の一つである[3]。

スバは歓喜する。

## 日本語訳
- 『南伝大蔵経・経蔵・中部経典4』（第11巻下） 大蔵出版
- 『パーリ仏典 中部（マッジマニカーヤ）後分五十経篇II』 片山一良訳 大蔵出版
- 『原始仏典 中部経典4』（第7巻） 中村元監修 春秋社